# Список стрекоз Украины

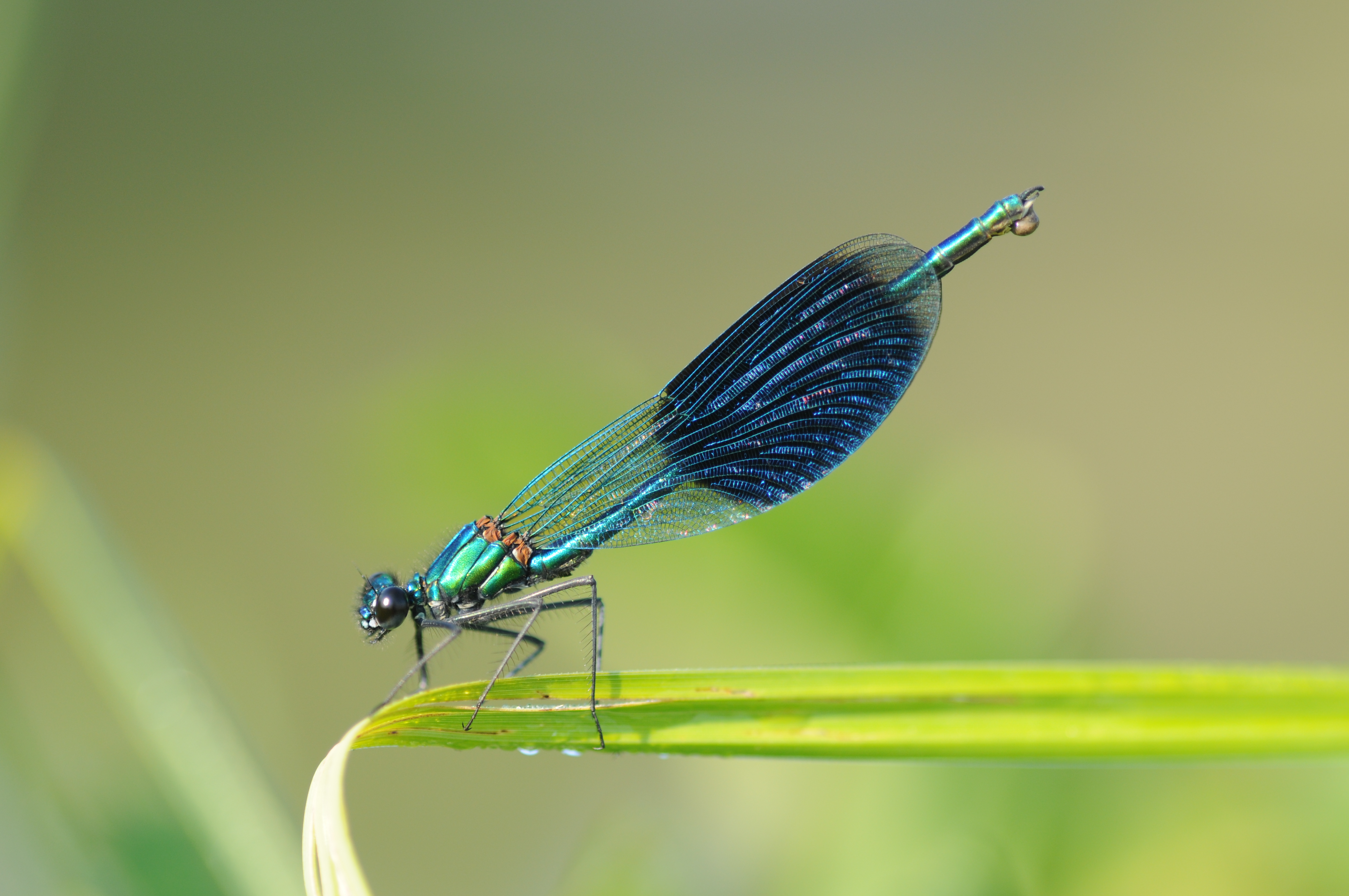
Красотка блестящая (самец) — один из обычных видов стрекоз в фауне Украины

Украина (включая спорную территорию Крыма) на карте Европы

Список стрекоз Украины — список видов стрекоз (лат. Odonata), которые были зарегистрированы на территории Украины. Стрекозы — отряд древних амфибионтных хорошо летающих насекомых. Это относительно крупные насекомые, с подвижной головой, большими глазами, короткими щетинковидными усиками, удлинённым стройным брюшком и четырьмя прозрачными крыльями с густой сетью жилок. Стрекозы — активные специализированные хищники, которые питаются насекомыми, пойманными на лету. Все представители группы ведут амфибиотный образ жизни — яйца и личинки развиваются в водной среде, а имаго (взрослые) обитают на суше, освоив воздушную среду.

## Видовое разнообразие

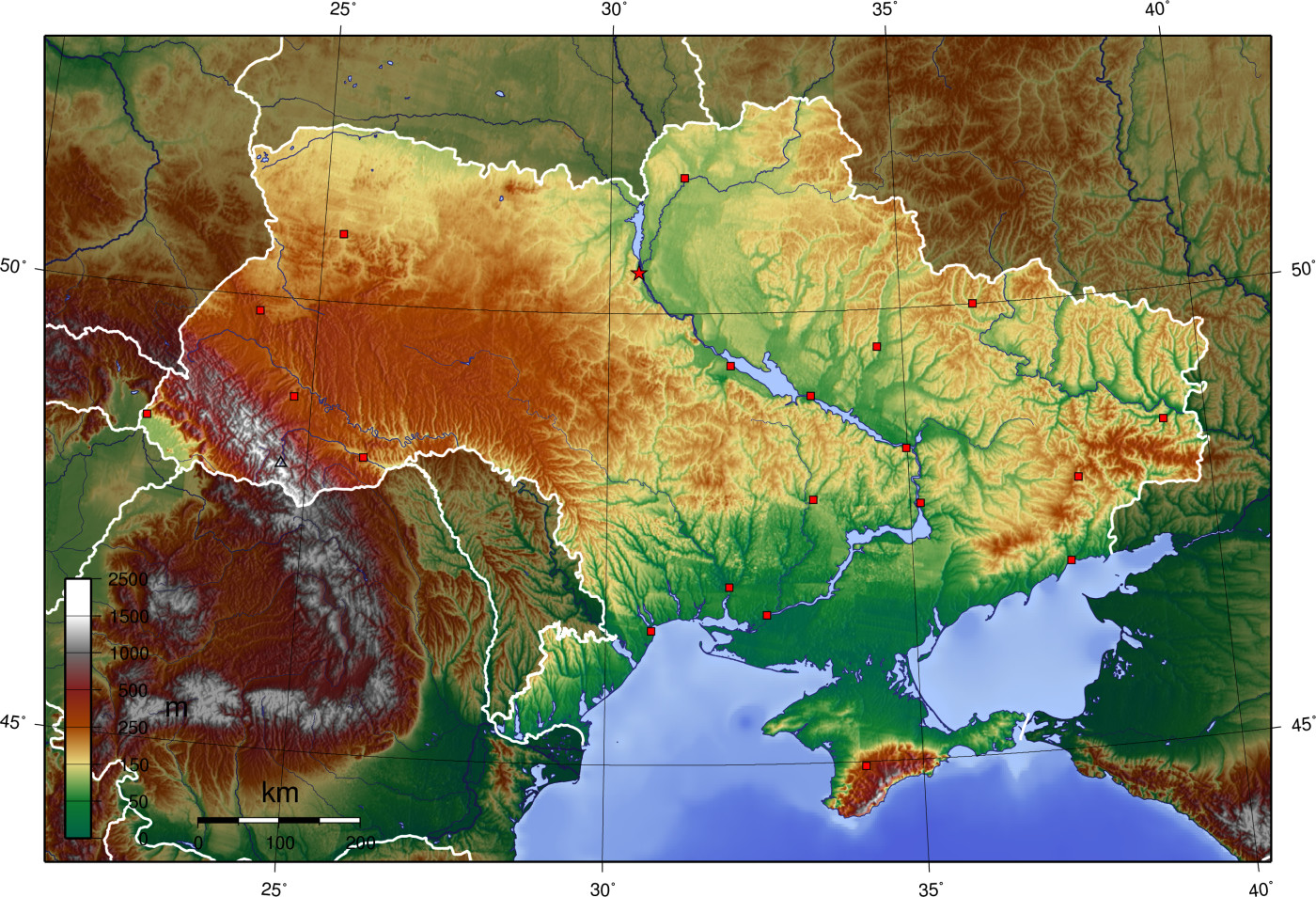
Топографическая карта Украины

Отряд стрекоз на территории Украины представлен двумя подотрядами: равнокрылые стрекозы (Zygoptera) и разнокрылые стрекозы (Anisoptera).
Территория Украины в отношении фауны стрекоз изучена неравномерно. В некоторых регионах она остаётся не изученной или плохо изученной, а сведения из других регионов являются устаревшими. Первые фрагментарные сведения о фауне стрекоз Украины появились в 70-х годах XVIII века в работе Палласа. В дальнейшем на протяжении столетий все публикации фаунистических данных приводились только лишь для отдельных регионов либо областей. В 2000 году обобщение всех имеющих на то время фаунистических данных по всем областям страны было представлено в фундаментальной монографии «Стрекозы Украины» (Горб, Павлюк, Спурис, 2000). В ней были приведены все известные сведения о стрекозах Украины от начала исследований и до 2000 года. Так, по литературным данным и собственным данным авторов, для территории страны приводилось 73 вида стрекоз. С момента публикации данной монографии на территории Украины было подтверждено наличие ещё четырёх видов. Таким образом, известны указания об обитании на территории страны 77 видов стрекоз.

## Список видов
Данный список объединяет таксоны видового и подвидового уровня, которые были зарегистрированы на территории Украины и приводились для неё исследователями в литературных публикациях. Список состоит из русских названий, биноменов (двухсловных названий, состоящих из сочетания имени рода и имени вида) и указанных с ними имени учёного, впервые описавшего данный таксон, и года, в котором это произошло. В четвёртом столбце таблицы для каждого вида приводятся краткая информация о его распространении на территории Украины на основании работы Горб, Павлюк, Спурис, (2000), если не указаны другие источники. Семейства в списке расположены в систематическом порядке.
Легенда:
 Виды, находящиеся под охраной на территории Украины и включённые в третье издание Красной книги Украины (2009 год)
 Виды, приводимые для территории Украины и не подтверждённые фактическим коллекционным материалом, чьё обитание является возможным; а также виды, нахождение которых сомнительно или требует подтверждения новыми находками

### Равнокрылые стрекозы
| Семейство Красотки (Calopterygidae)     |                          |                                             | |
|                                         | Красотка блестящая       | Calopteryx splendens Harris, 1780           | Весьма обычный, местами массовый вид, распространённый почти по всей Украине. В благоприятных условиях многочисленный. В степной зоне крайне локальный и редкий. Вид встречается около медленно текущих ручьёв и мелких речек (в том числе заиленных и с мутной водой), берега которых покрыты густой растительностью. От водоёмов почти не отлетают. В Крыму обитает эндемичный для полуострова подвид taurica Selys, 1853, который населяет предгорья и горный Крым, южный берег Крыма и включён в Красную книгу Украины (2009). Данный подвид встречается единичными особями, но при благоприятных условиях образует локальные популяции. Вариетет ancilla (= var. violacea) встречается крайне редко.                                     |
|                                         | Красотка-девушка         | Calopteryx virgo Linnaeus, 1758             | На территории Украины вид встречается преимущественно на Правобережье. На западе Украины этот вид распространён очень неравномерно, на востоке доходит до Киева. В Херсонской и Донецкой областях известен как очень редкий вид. В Крыму вид, вероятно, исчез. В некоторых местах вид обычный, но в основном редкий. Встречаются единичные особи, при благоприятных условиях образуют локальные популяции. В Черниговской, Полтавской, Харьковской, Одесской областях и в Западноукраинском Полесье не зарегистрирован. В Карпатах не поднимается выше лесного пояса. Стрекозы этого вида преимущественно встречаются вблизи медленно текущих ручьев и мелких речек, с берегами, поросшими растительностью, в первую очередь рогозом и ивами. |
| Семейство Лютки (Lestidae)              |                          |                                             | |
|                                         | Лютка дикая              | Lestes barbarus (Fabricius, 1798)           | Распространён по всей территории Украины, но заселяет относительно небольшое количество биотопов. Имаго предпочитают более сухие местообитания. |
|                                         | Лютка-дриада             | Lestes dryas Kirby, 1890                    | Преимущественно обычный вид. Однако численность в различных биотопах разная: бывает массовым, местами немногочисленным видом, а в некоторых областях не зарегистрирован. Распространённый в Полесье, Западной Лесостепи, Прикарпатье, Карпатах, Закарпатской низменности, отмечен в Житомирской, Киевской, Полтавской, Херсонской областях и в Крыму. В Карпатах найден на высоте 1650 метров над уровнем моря. |
|                                         | Лютка зеленоватая        | Lestes virens (Charpentier, 1825)           | Достаточно обычный вид на территории страны, но имеет разорванный ареал. Не обнаружен в Хмельницкой, Винницкой, Одесской, Днепропетровской, Запорожской и Донецкой областях. Связан со стоячими и болотистыми водоёмами с густой водной растительностью и поясом тростников. |
|                                         | Лютка зелёная            | Chalcolestes viridis (Vander Linden, 1825)  | В Закарпатской низменности местами многочисленный вид. Зарегистрирован в дельте Дуная. Единственная особь была пойманной в XIX веке в верховьях реки Серет (приток Днестра). В 1970—80-е годы во Львове в одном пруду, до его осушения, существовала небольшая популяция этого вида. Личинки указаны для Днепра и его водохранилищ. Предпочитает стоячие или слабо проточные водоёмы разного типа, но обязательно пересыхающие и с развитой древесной растительностью по берегам. |
|                                         | Лютка крупноглазковая    | Lestes macrostigma (Eversmann, 1836)        | Вид многочисленный в Крыму, несколько севернее встречается реже. Отмечен в дельте реки Дунай, в окрестностях Херсона, у Каменец-Подольского, в Гайворонском районе Кировоградской области, в Донецкой и Харьковской областях. |
|                                         | Лютка мелкозубая         | Chalcolestes parvidens (Artobelevski, 1929) | Ранее лютка мелкозубая считалась подвидом лютки зелёной. На сегодняшний день доказано, что данный таксон является самостоятельным видом, симпатричным с люткой зелёной. Ареал охватывает юг Украины — достоверно вид известен из Одесской, Донецкой области и Крыма. В 2004—2005 годах найден в Луганской и Закарпатской области. Стрекозы предпочитают стоячие или слабо проточные водоёмы, но обязательно не пересыхающие и с хорошо развитой древесной растительностью, растущей у самого берега. |
|                                         | Лютка-невеста            | Lestes sponsa (Hansemann, 1823)             | Почти на всей территории Украины вид является массовым и широко распространённым. Обитает около разнообразных стоячих и текущих водоёмов, особенно с кислой реакцией воды, богатых водной растительностью и хорошо развитым поясом тростников. |
|                                         | Лютка рыжая              | Sympecma fusca (Vander Linden, 1820)        | Чаще вид встречается в южных областях страны. Зарегистрирован в пяти западных областях (кроме Волынской и Ровенской и больших высот в Карпатах), на юге Хмельницкой области, в Киевской, Харьковской, Херсонской областях, в дельте Дуная и в Крыму. В одних биотопах вид обычный, в других — редкий. Вариетет var. aestiva относительно часто встречается на западе Украины. Обитает около очень широкого спектра стоячих и медленно текущих водоёмов с хорошо развитой водной растительностью. |
|                                         | Лютка сибирская          | Sympecma paedisca (Brauer, 1877)            | Вид зарегистрирован в Полесье, Западной Лесостепи, в Киевской, Черниговской, Полтавской областях и на севере Донецкой области. На севере Украины вид обычный, к югу численность его резко уменьшается. Предпочитает почти все типы стоячих водоёмов с хорошо развитой водной растительностью, включая более или менее засоленные. |
| Семейство Плосконожки (Platycnemididae) |                          |                                             | |
|                                         | Плосконожка обыкновенная | Platycnemis pennipes (Pallas, 1771)         | Около проточных водоёмов является обычным, часто массовым видом по всей территории Украины. Вариетет var. lactea встречается довольно часто. Стрекозы предпочитают реки и все типы пойменных водоёмов с густой водной растительностью. Наиболее обычен около ручьёв, но не избегает озёр и прудов. |
| Семейство Стрелки (Coenagrionidae)      |                          |                                             | |
|                                         | Красноглазка-зеленушка   | Erythromma viridulum (Charpentier, 1840)    | Встречается около стоячих или заболоченных небольших водоёмов. В своих биотопах вид обычный, но во многих областях пока не найден. Найден в Закарпатье, в Киевской, Полтавской, Днепропетровской, Одесской, Херсонской, Запорожской областях и в Крыму. |
|                                         | Красноглазка Линдена     | Erythromma lindenii (Selys, 1840)           | На территории Украины вид встречается в Придунавье, в бассейне Нижнего Днестра (Одесская область и Херсонская область), в басcейнах низовьев Днепра на юге Украины, а также в Крыму. Встречаются единичные особи. Встречается у проточных медленно текущих и стоячих водоёмов различных типов. Предпочитает преимущественно крупные и глубокие (озёра и спокойно текущие реки) водоёмы с чистой, насыщенной кислородом водой и развитой водной растительностью. |
|                                         | Красноглазка наяда       | Erythromma najas (Hansemann, 1823)          | Вид обычный, распространённый по всей территории Украины. В Карпатах не поднимается высоко в горы. Наиболее обычен в поймах крупных и средних озёр. |
|                                         | Нехаленния красивая      | Nehalennia speciosa (Charpentier, 1840)     | Редкий вид. Отмечен в Полесье, Западной Лесостепи, Прикарпатье, в Киевской, Черниговской областях. Отсутствует на юге степной зоны и в Крыму. Стрекозы предпочитают болота или мелководные и заболоченные окраины озёр, поросшие средней густоты зарослями осоки. |
|                                         | Огнетелка нимфальная     | Pyrrhosoma nymphula (Sulzer, 1776)          | Зарегистрирован в Западной Лесостепи, Прикарпатье, Карпатах, в Одесской области. Вид распространён локально, в целом редкий, но в некоторых областях является обычным. Предпочитают преимущественно медленно текущие речки и ручьи с берегами, густо поросшими кустарниками. |
|                                         | Стрелка весенняя         | Coenagrion lunulatum (Charpentier, 1840)    | Редкий вид, который зарегистрирован только в Западной Лесостепи, Прикарпатье и в Полтавской области. Вид предпочитает густозаросшие либо болотистые стоячие водоёмы, травяные болота, прибрежные участки крупных озёр и речные заводи. |
|                                         | Стрелка вооружённая      | Coenagrion armatum (Charpentier, 1840)      | Вид редкий, но в отдельных биотопах обычный. Зарегистрирован в западной лесостепи (Волынская и Львовская области), в Прикарпатье (около Ивано-Франковска) и в окрестностях Киева. |
|                                         | Стрелка голубая          | Enallagma cyathigerum (Charpentier, 1840)   | Обычный вид, широко распространённый почти по всей Украине. Предпочитают большие пруды и озёра или медленно текущие реки. Нередко улетают далеко от водоёмов. |
|                                         | Стрелка-девушка          | Coenagrion puella (Linnaeus, 1758)          | Широко распространённый, массовый вид на всей территории Украины. Вид предпочитает любые типы стоячих и медленно текущих водоёмов с обильной водной растительностью, как правило, не заболоченные. |
|                                         | Стрелка изящная          | Coenagrion pulchellum Vander Linden, 1823   | Широко распространённый вид. Во многих биотопах является массовым, в некоторых — немногочисленный, а в Одесской области и в Крыму не отмечен. В Карпатах доходит до верхней границы леса. Предпочитает любые типы стоячих и медленно текущих водоёмов с обширной водной растительностью и не слишком кислой водой (речные заводи, старицы, озёра, пруда, карьеры, осоковые и торфяные болота, лужи, но больше предпочитают стоячие водоёмы с глинистым дном и водной растительностью). |
|                                         | Стрелка копьеносная      | Coenagrion hastulatum Vander Linden, 1825   | В северных областях вид обычный, в южном направлении его численность уменьшается. Нет сведений об обитании вида в Карпатах, южных областях (Черновицкой, Одесской, Николаевской, Херсонской, Донецкой) и в Крыму, хотя отдельные находки известны и в более южных точках за пределами Украины. |
|                                         | Стрелка красивая         | Coenagrion scitulum (Rambur, 1842)          | Очень редкий вид. В пределах Украины найден в дельте Днепра, в Одесской, Херсонской, Черниговской, Донецкой области. Также обитает в Крыму. Вид придерживается естественных и искусственных стоячих и временных водоёмов. Личинки развиваются в стоячих или изредка, медленно текущих водоёмах с богатой растительностью, как правило, небольших, мелких и теплых. |
|                                         | Стрелка украшенная       | Coenagrion ornatum (Selys, 1850)            | Как редкий вид отмечен в Западной Лесостепи и Восточном Подолье, Прикарпатье, Закарпатской низменности, а также в Киевской и Херсонской областях. Вид связан с проточными и часто карбонатными водами. Личинки встречаются в небольших открытых речках и ручьях, канавах с богатой водной и околоводной растительностью. |
|                                         | Стрелка южная            | Coenagrion mercuriale (Charpentier, 1840)   | Имеются сообщения о нахождении личинок этого вида в лимане реки Южный Буг на границе с Румынией, однако оно нуждается в подтверждении. Также вид приводился в Красной книге Украины (1994) для Дунайского биосферного заповедника в Одесской области. В целом местами обитания вида являются реки с медленным течением, заболоченные ручьи, пруды. |
|                                         | Тонкохвост изящный       | Ischnura elegans (Vander Linden, 1820)      | Очень развит полиформизм. Выделяют три основных типа окраски. В своих биотопах вид обычный, но во многих областях не найден. Зарегистрирован в Закарпатье, в Киевской, Полтавской, Днепропетровской, Одесской, Херсонской, Запорожской областях и в Крыму. Вид заселяет почти любые типы как стоячих, так и проточных водоемов, в том числе и солоноватые, однако не переносит слишком кислых вод и олиготрофных болот: озера, пруды, канавы, глубокие лужи, болотные ямы, медленно текущие речки, ручьи, старицы с богатой водной растительностью. |
|                                         | Тонкохвост маленький     | Ischnura pumilio (Charpentier, 1825)        | Вид распространён почти по всей Украине. Местами обычный, местами массовый, но на севере в Полесье встречается редко. Вид связан со всеми типами стоячих или медленно текущих водоёмов, чаще небольших, включая временные и непересыхающие. |

### Разнокрылые стрекозы
| Семейство Коромысла (Aeshnidae)             |                             |                                                  | |
|                                             | Дозорщик-император          | Anax imperator Leach, 1815                       | Распространён почти на всей территории Украины без чёткой тенденции к усилению локализации мест обитания. Отсутствуют сведения о распространении вида на территории Западно-Украинского Полесья и на больших высотах в Карпатах. Численность сокращается. Встречаются единичные особи. В ряде густонаселённых районов вид, по-видимому, исчез вследствие загрязнения водоёмов. Вид предпочитает хорошо прогреваемые пойменные водоёмы, которые окружены лугами; стоячие или болотистые водоёмы различного типа с хорошо развитой водной или прибрежной растительностью. Самки разлетаются до 4 км от водоёмов. |
|                                             | Дозорщик тёмнолобый         | Anax parthenope (Sélys, 1839)                    | Зарегистрирован в Киевской, Полтавской, Одесской, Херсонской, Донецкой областях и в Крыму. Предпочитает стоячие водоёмов, нередко крупные и глубокие, обычно с хорошо развитой и богатой растительностью. |
|                                             | Дозорщик-седлоносец         | Hemianax ephippiger (Burmeister, 1839)           | Афро-азиатский вид, временами осуществляющий дальние миграции из Африки в Европу. Отмечен в Киевской, Одесской, Львовской, Николаевской, Донецкой, Черниговской областях и в Крыму. На одном из озёр вблизи Львова наблюдался его массовый выплод. |
|                                             | Коромысло беловолосое       | Brachytron pratense (Müller, 1767)               | Распространён на большей части Украины, но в Черновицкой, Одесской, Днепропетровской, Запорожской и Донецкой областях не отмечен. Преимущественно редкий вид, в некоторых местах обычный. Предпочитает разнообразные крупные и мелкие болотистые, стоячие либо медленно текущие водоёмы с обязательным наличием богатой растительности или тростника и камыша. Строго привязан к водоёмам, в лес и на открытые пространства стрекозы не разлетаются. |
|                                             | Коромысло большое           | Aeshna grandis (Linnaeus, 1758)                  | В Западноукраинском Полесье является обычным видом, более южнее — становится редким. Зарегистрирован на большей части территории Украины, кроме Причерноморской низменности и Крыма. Предпочитает лесные ландшафты. Встречается вблизи или около различных водоёмов — рек, озёр, прудов, болот, стариц рек. |
|                                             | Коромысло зелёнобокое       | Aeshna affinis Vander Linden, 1823               | Вид известен на большей части территории Украины. На западе сейчас редкий. Стрекозы предпочитают широкий спектр стоячих и временных водоёмов, обычно с большими зарослями рогоза или тростника. |
|                                             | Коромысло зелёное           | Aeshna viridis Eversmann, 1836                   | Редкий вид. Зарегистрирован в Полесье, Западной Лесостепи, Киевской, Черниговской, Полтавской, Херсонской областях и в Крыму. Тесно связан с телорезом, в листья которого самками обычно откладываются яйца. Однако вид встречается и при полном отсутствии этого растения. Часто особи вида залетают на территорию городов. |
|                                             | Коромысло камышовое         | Aeshna juncea (Linnaeus, 1758)                   | Вид немногочисленный, распространенный в Западной Лесостепи, Прикарпатье, Карпатах и Закарпатской низменности, а также в Хмельницкой, Житомирской, Киевской и Одесской областях. Предпочитает почти все типы стоячих водоёмов с хорошо развитым поясом водяной и камышовой растительности. |
|                                             | Коромысло пильчатое         | Aeshna serrata Hagen, 1856                       | Был включен в состав фауны Донецкой области. Однако обитание здесь этого северного вида очень сомнительно, поскольку южная граница его ареала проходит на значительном расстоянии от северных границ Украины. |
|                                             | Коромысло помесное          | Aeshna mixta Latreille, 1805                     | Обычный вид, распространённый почти по всей территории Украины. Мигрирующий вид, способный заселять большинство типов стоячих и медленно текущих водоёмов. |
|                                             | Коромысло рыжеватое         | Aeshna isoceles (Müller, 1767)                   | Распространён почти по всей Украине. В некоторых местах многочисленный, но преимущественно редкий. В Западноукраинском Полесье и на больших высотах в Карпатах не отмечен. Предпочитает различные стоячие водоёмы, преимущественно при наличии в них тростникового пояса либо плавающих гидрофитов, из которых наиболее предпочитаемым является телорез. Изредка встречается на лесных полянах вдали от водоёмов. |
|                                             | Коромысло синее             | Aeshna cyanea Müller, 1764                       | В Западной Лесостепи, Прикарпатье, Карпатах и Закарпатской низменности, а также в окрестностях Киева вид обычный, дальше на восток — редкий. Имаго встречаются в лесных ландшафтах, а личинки — в различных типах стоячих и слабопроточных водоёмов, всегда окруженных древесной растительностью и часто лишённых водной растительности. |
| Семейство Дедки (Gomphidae)                 |                             |                                                  | |
|                                             | Дедка европейский           | Onychogomphus forcipatus (Linnaeus, 1758)        | Зарегистрирован в Западном Полесье, Прикарпатье, Карпатах, в Закарпатской низменности и Черновицкой областях. Личинки указаны с Днепра и его водохранилищ. Сейчас вид очень редкий. Предпочитает различные типы проточных водоёмов, часто с каменистым дном, а также чистые озёра с подводными течениями и гравийным дном. |
|                                             | Дедка желтоногий            | Gomphus flavipes Charpentier, 1825               | Зарегистрирован в ряде областей Украины, но встречается редко. Предпочитает крупные медленно текущие реки, заводи крупных озёр с заметным течением, обширные заводи рек. |
|                                             | Дедка обыкновенный          | Gomphus vulgatissimus Linnaeus, 1758             | Достаточно широко распространённый вид, в основном обычный, в некоторых местах — редкий. Стрекозы держатся у различных типов проточных, не быстро текущих водоёмов, лишенных густой водной растительности. Личинки предпочитают медленные ручьи и небольшие речки, встречаются также на озёрах с подводным течением. |
|                                             | Дедка рогатый               | Ophiogomphus cecilia Fourcroy, 1785              | В Западной Лесостепи, Прикарпатье, Карпатах и в Закарпатской низменности области. Численность очень низкая. Очень редкий вид, встречаются только единичные особи. Предпочитает спокойные реки и медленно текущие ручьи с песчаным и гравийным дном, как лишённые водной растительности, так и заросшие ею. Вариетет var. flavissima — единственная особь была поймана вблизи Коломыи Ивано-Франковской области. |
|                                             | Линдения четырёхлистная     | Lindenia tetraphylla (Vander Linden, 1825)       | Средиземноморско-среднеазиатский вид. На территории Украины впервые найден в 2013 году — 2 самца, Крым, Феодосийский горсовет, п. Приморского. Вид имеет склонность совершать миграции. Предпочитает водоёмы со слабым течением (преимущественно крупные озёра и реки). Часто привязан к местам с обширными зарослями тростника, но встречается и на озёрах с редкой растительностью. |
| Семейство Булавобрюхи (Cordulegastridae)    |                             |                                                  | |
|                                             | Булавобрюх Болтона          | Cordulegaster boltonii Donovan, 1807             | На территории Украины вид встречается по всей территории, кроме степной зоны и Крыма. Преимущественно распространён в зоне смешанных лесов и лесостепи. Численность низкая, встречаются единичные особи. Чаще обитает в лесных ландшафтах. Вид предпочитает быстро текущие и почти лишенные растительности водоёмы с каменистым или гравийным дном. Под названием «Кордулегастер кольчатый» включён в Красную книгу Украины (2009). |
|                                             | Булавобрюх двузубый         | Cordulegaster bidentata Selys, 1843              | Широко распространён в горных и предгорных районах Украинских Карпат. По данным литературы конца XIX — начала XX века приводился для Карпат и Прикарпатья (Ивано-Франковская, Львовская, Закарпатская, Черновицкая области). Задокументированные находки вида на территории страны отсутствовали с начала 1930-х годов вплоть до начала XXI века. В период с 2002 по 2005 год было выявлено 35 мест обитания вида в горных и предгорных районах Карпат. Вид связан с малыми неглубокими ручьями в холмистой или горной местности, обитая на умеренных высотах до 1700 метров над уровнем моря. Отмечен на искусственных водоёмах. |
|                                             |                             | Cordulegaster heros Theischinger, 1979           | Впервые на Украине найден в 2013 году. Достоверно известно наличие как минимум 5 популяций — четыре на Хотинской возвышенности и одна в Прикарпатье (Черновицкая область) на речках бассейна Днестра и Прута. |
| Семейство Бабки (Corduliidae)               |                             |                                                  | |
|                                             | Бабка бронзовая             | Cordulia aenea (Linnaeus, 1758)                  | Вид распространён почти по всей Украине. На севере обычный, местами даже массовый, более южный — более редкий. Нет сведений об обитании вида в центральной части Украины и Крыму. Вид связан с широким спектром стоячих водоёмов, в том числе озёр, прудов и заводей рек, а также некоторыми типами заболоченных водоёмов, в частности, торфяными болотами. Отдельные особи встречаются на удалении в 3—5 км от водоёмов, наиболее часто держатся вблизи небольших озёр и прудов с чистой водой и густыми зарослями водной растительности. |
|                                             | Бабка двупятнистая          | Epitheca bimaculata (Charpentier, 1825)          | Зарегистрирован в Западной Лесостепи, Прикарпатье, в Житомирской, Киевской, Полтавской, Харьковской, Одесской и Херсонской областях. На западе Украины сейчас чрезвычайно редкий, в Киевской области — обычный вид. Связан с различными типами стоячих водоёмов, особенно небольших и заросших плавающей растительностью. Часто вид встречается в лесных ландшафтах. |
|                                             | Бабка жёлтопятнистая        | Somatochlora flavomaculata (Vander Linden, 1825) | Зарегистрирован на большей части территории Украины. В западных областях очень редкий, в Киевской области бывает массовым. Вариетет var. flaveolata изредка встречается на севере Львовской области. Вид обитает у широкого спектра стоячих и медленно текущих водоёмов, преимущественно теплых и густозаросших или заболоченных. |
|                                             | Зеленотелка альпийская      | Somatochlora alpestris (Selys, 1840)             | Обнаружен на ограниченной территории хребта Черногора в Карпатах. Редкий вид. Встречается в горах на очень небольших полупроточных водоёмах с чистой и холодной водой. Известны единичные находки. |
|                                             | Зеленотелка арктическая     | Somatochlora arctica Zetterstedt, 1840           | Местонахождение этого северного вида на территории страны — окрестности Новоград-Волынского в Житомирской области, где находки вида датируются началом XX века. В 2006 году найден в Ровненской области. Вид является связанным с хвойными лесами и обширными болотистыми районами. Размножается в небольших водоёмах с богатой растительностью, на верховых болотах. |
|                                             | Зеленотелка металлическая   | Somatochlora metallica (Vander Linden, 1825)     | Зарегистрирован в Западной Лесостепи, Прикарпатье, Карпатах и Закарпатской низменности, в Житомирской, Киевской, Полтавской, Донецкой и Херсонской областях. Обычный и многочисленный вид на Западной Украине, на востоке страны представлен редкими и малочисленными популяциями. Вариетет var. montana известна в Карпатах в окрестностях Микуличина. Вариетет var. atavica редко встречается в центральной части Украины. Предпочитает стоячие или медленно текущие водоёмы, особенно окруженные лесом и с богатой плавающей растительностью, но с крутыми открытыми и голыми берегами. |
|                                             | Зеленотелка южная           | Somatochlora meridionalis Nielsen, 1935          | Локально на юго-западной Украине. Известно только два места обитания вида на территории страны. |
| Семейство Настоящие стрекозы (Libellulidae) |                             |                                                  | |
|                                             | Прямобрюх белохвостый       | Orthetrum albistylum (Selys, 1848)               | Отмечен в Западноукраинском Полесье, Западной Лесостепи, Прикарпатье, Закарпатье, Черновицкой, Киевской, Полтавской, Харьковской, Одесской, Херсонской, Запорожской и Донецкой областях. На севере редкий, на юге — обычный. Предпочитает различные типы стоячих водоёмов, по большей части открытые и хорошо освещаемые солнцем. |
|                                             | Прямобрюх синеющий          | Orthetrum coerulescens (Fabricius, 1798)         | Зарегистрирован в Западной Лесостепи, Прикарпатье, Закарпатской низменности, в дельте реки Дунай и в Донецкой области. Очень редкий. |
|                                             | Селисия чёрная              | Selysiothemis nigra (Vander Linden, 1825)        | Типично средиземноморский вид, который на территории Украины впервые был отмечен в 2002 году на Кинбурнской косе в окрестностях села Покровка (Ковалёвка) Очаковского района Николаевской области у берега озера Чирнино. В 2006 году обнаружен в Крыму в окрестностях Карадагского заповедника. В дальнейшем на территории Крыма вид неоднократно был отмечен в 2011 и 2013 годах в ряде точек на Керченском полуострове. В 2008 году зарегистрирован на берегу Сиваша в Херсонской области. В июле 2015 года впервые отмечен в Восточном Приазовье (Донецкая область, Новоазовский район, окрестности пгт. Седово, Кривая коса. В Приазовье все находки вида связаны с узкой прибрежной пляжной полосой на участках, заросших тростником. Тесная связь с побережьем моря и лиманами позволяет предположить развитие здесь личинок в солоноватых водоёмах. |
|                                             | Сжатобрюх Фонколома         | Sympetrum fonscolombii Selys, 1840               | Очень редкий вид, распространён на большей части Правобережной Украины. Зарегистрирован в двух местах Львовской области и в одном локалитете Ивано-Франковской области, а также в Киевской области. Наиболее обычен на Юго-Западе Украины и в Крыму. На территории Левобережной Украины вид известен с Донецкой и Луганской областей. Предпочитает мелководные тёплые стоячие водоёмы с редкой растительностью. Устойчив к солоноватым водам и периодическому высыханию водоёмов. |
|                                             | Сжатобрюх южный             | Sympetrum meridionale Selys, 1841                | Вид зарегистрировано в Западной Лесостепи, Прикарпатье, Карпатах и Закарпатской низменности (но биотопы, которые он занимает, и его численность в последние десятилетия очень сократились), на юге Черниговской области, а также в Киевской, Полтавской, Одесской (дельта реки Дунай), Запорожской, Донецкой областях и в Крыму. Предпочитает разные типы мелких стоячих водоёмов с густой растительностью или заболоченные, включая солоноватые и сезонно пересыхающие. |
|                                             | Стрекоза белолобая          | Leucorrhinia albifrons Burmeister, 1839          | Достоверно известны две точки, где были обнаружены единичные особи этого северного вида на Украине: в Волынской и Киевской областях. В начале 2000-х годов обнаружен в Полесском заповеднике и в Крыму (Севастополь, Стрелецкая бухта). Сообщение о находках личинок этого вида в дельте Днепра вызывает сомнения в правильности их определения. Типовым местонахождением личинок вида является олиготрофные водоёмы преимущественно в сосновых борах. Взрослые особи обитают у водоёмов, иногда на лесных полянах, вырубках и т. п. Численность очень низкая, встречаются лишь единичные особи. |
|                                             | Стрекоза двухцветная        | Leucorrhinia pectoralis Charpentier, 1825        | Зарегистрирован в Западноукраинском Полесье, Западной Лесостепи, Прикарпатье, Закарпатье, в Житомирской, Киевской, Черниговской, Полтавской, Харьковской и Херсонской областях. Вид местами обычный, но чаще немногочисленный или редкий. Вид встречается около луговых и лесных озёр, чаще всего в лесных ландшафтах. Аберрация ab. ochropteryx встречается редко. |
|                                             | Стрекоза хвостатая          | Leucorrhinia caudalis Charpentier, 1840          | Очень редкий вид. Зарегистрирован в Полесье, Западной Лесостепи, в Киевской, Полтавской и Харьковской областях. Вариетет var. ornata на западе Украины встречается наряду с типичной формой. Аберрация ab. pteromaculata встречается редко. Вид предпочитает тёплые, хорошо освещаемые солнцем, густо заросшие озёра, пруды и старицы, обычно в лесных ландшафтах. |
|                                             | Стрекоза жёлтая             | Sympetrum flaveolum (Linnaeus, 1758)             | Вид обычный, часто многочисленный и даже массовый. Распространён по всей территории страны. Наиболее часто встречается около мелких водоёмов с зарослями растительности, стоячих водоёмов с богатой растительностью, особенно тёплых и мелких, в том числе сезонно пересыхающих. Стрекозы разлетаются от водоёмов очень далеко. Часто вид встречается вариетет var. luteola, изредка аберрация ab. latreillei, вариетет var. hyalinata, аберрации ab. innominata, ab. neglecta и единственный раз во Львовской области вариетет var. interpunctata. |
|                                             | Стрекоза исчерченная        | Sympetrum striolatum (Charpentier, 1840)         | Распространён в большинстве областей: в Западной Лесостепи, Прикарпатье и Карпатах как немногочисленный, в Закарпатской низменности — обычный вид. Отмечен в Восточном Подолье, в Киевской, Одесской, Донецкой, Луганской областях и в Крыму. Встречается у почти всех типов стоячих или медленнотекущих водоёмов, включая солоноватые, сезонно пересыхающие и искусственные, чаще размножается в мелких и тёплых водоёмах с обильной растительностью. |
|                                             | Стрекоза красная            | Leucorrhinia rubicunda Linnaeus, 1758            | В литературных источниках конца XIX — начала XX века приводился для Западной Лесостепи, Прикарпатье, Житомирской, Киевской и Черниговской областей. Очень редкий вид на территории страны. О его нахождении после 1940-х годов сведений нет. Встречается около различных типов кислых стоячих водоёмов с обедненной водой и без густой растительности, преимущественно окруженных лесом. Вариетет var. rubrodorsalis отмечен на юго-западе Львовской области, встречается очень редко. |
|                                             | Стрекоза коричневая         | Orthetrum brunneum (Fonscolombe, 1837)           | Известен в Западной Лесостепи, Прикарпатье, Карпатах и Закарпатской низменности, в Киевской, Полтавской, Днепропетровской, Одесской, Донецкой областях и в Крыму. Вид малочисленный. Обычно предпочитает проточные водоёмы: ручьи, канавы, каналы. Предпочтение отдаётся открытым местам обитания, почти лишённым растительности. Иногда размножается также в прудах и озёрах. |
|                                             | Стрекоза кроваво-красная    | Sympetrum sanguineum Müller, 1764                | Обычный вид, местами многочисленный, распространённый почти по всей Украине (нет данных из Крыма и горной части Карпат). Для размножения выбирает стоячие, густо заросшие, заболоченные или даже временные водоёмы. Не характерен для проточных водоёмов. Особи вида широко разлетаются от водоёмов (отдельные могут встречаться за несколько километров от них). |
|                                             | Стрекоза-метальщица красная | Crocothemis erythraea (Brullé, 1832)             | Редкий вид. Встречается только на юге Закарпатская низменность, в Одесской, Херсонской, Запорожской области. Личинки найдены в реке Ингул. Размножается в мелких, заросших водоёмах. |
|                                             | Стрекоза обыкновенная       | Sympetrum vulgatum (Linnaeus, 1758)              | Широко распространённый и многочисленный вид, но в Днепропетровской, Запорожской, Херсонской областях и в Крыму не отмечен. Заселяет очень широкий спектр стоячих и застойных водоёмов с обильной растительностью, а также травяные болота и топи. |
|                                             | Стрекоза перевязанная       | Sympetrum pedemontanum Allioni, 1766             | Встречается на западе Лесостепи, в Прикарпатье и на небольших высотах Карпат, в Закарпатской низменности, в Киевской, Черниговской, Полтавской, Николаевской областях и Крыму. Вид никогда не бывает массовым, встречаются единичные особи. Обитает около различных стоячих или медленно текущих водоёмов, по большей части мелких, тёплых, с обильной водной растительностью. |
|                                             | Стрекоза плоская            | Libellula depressa Linnaeus, 1758                | Вид обычный, известен почти на всей территории Украины. Встречается около водоёмов со стоячей или слабо проточной водой, по большей части открытых, преимущественно мелких, как с водной растительностью, так и без неё. Стрекозы далеко от воды не улетают. |
|                                             | Стрекоза решётчатая         | Orthetrum cancellatum Linnaeus, 1758             | Зарегистрирован в Западной Лесостепи, Прикарпатье, Закарпатской низменности, в дельте реки Дунай и в Донецкой области. Очень редкий на территории страны. Встречается у стоячих или медленно текущих водоёмов, чаще крупных (озёра, пруды, реки), открытых, без присутствующей густой прибрежной растительности. Стрекозы летают около самых различных водоёмов — от больших озёр, до небольших прудов и каналов. Личинки предпочитают участки дна, богатые растительностью и разлагающимся растительным материалом. |
|                                             | Стрекоза рыжая              | Libellula fulva Müller, 1764                     | Этот редкий вид зарегистрирован в Западной Лесостепи, Прикарпатье, Закарпатской низменности, в Восточном Подолье (к востоку от реки Збруч), в дельте реки Дунай, в Киевской, Черниговской, Полтавской и Харьковской областях. Встречается у стоячих или медленно текущих водоёмах различных типов и размеров, с богатой растительностью и обязательно окружённых поясом тростниковой или камышовой растительности. Вариетет var. fulvissima отмечен на севере Львовской области. Вариетет var. binervosa — одна особь поймана на севере Тернопольской области. |
|                                             | Стрекоза сомнительная       | Leucorrhinia dubia (Vander Linden, 1825)         | Очень редкий вид, обнаруженный в Киевской области и на большой высоте в Карпатах. Сообщение о находках личинок этого бореоальпийского вида в Днепровско-Бугском лимане вызывает сомнения в правильности их определения. Вид связан с лесными ландшафтами. Размножается в заболоченных и стоячих, обычно небольших водоёмах с небольшой водной растительностью, иногда также на верховых болотах. |
|                                             | Стрекоза четырёхпятнистая   | Libellula quadimaculata Linnaeus, 1758           | Этот обычный, местами многочисленный вид распространен по всей Украине (отсутствуют сведения с Запорожской, Донецкой и Луганской областей). Особое затмение крыльев очень выражено у особей из популяций из дельты Дуная. Встречается около мелких и сильно заросших водной растительностью озёр, осоковых и торфяных болот, расположенных в лесу либо на лугах. Около проточных водоёмов встречается довольно редко. Аберрация ab. praenubila изредка встречается в разных местах Украины. Редко встречающийся вариетет var. olivacea отмечен на севере Львовской области. |
|                                             | Стрекоза чёрная             | Sympetrum danae Sulzer, 1776                     | В северных областях вид обычный, но встречается в небольшом количестве. В южном направлении его численность сокращается, но в предгорьях Карпат его численность снова возрастает. В Причерноморской низменности (кроме Одесской области) и в Крыму не обнаружен. Предпочитает стоячие, большей частью небольшие и кислые, порой заболоченные или временные водоёмы. Иногда может встречаться у крупных озёр и дренажных канав. |
|                                             | Стрекоза уплощенная         | Sympetrum depressiusculum (Selys, 1841)          | Обнаружен в Полесье, Западной Лесостепи, Прикарпатье, Закарпатской низменности, в дельте реки Дунай и в Херсонской области. Встречается у многих типов стоячих и заболоченных водоёмов, часто вторичных и временных, поросших растениями. Хорошо переносит загрязнения воды и зимнее пересыхание водоёмов. |

## Комментарии
1. ↑  Бо́льшая часть Крымского полуострова  является объектом территориальных разногласий между Россией, контролирующей спорную территорию, и Украиной, в пределах признанных большинством государств — членов ООН границ которой спорная территория находится. Согласно федеративному устройству России, на спорной территории Крыма располагаются субъекты Российской Федерации — Республика Крым и город федерального значения Севастополь. Согласно административному делению Украины, на спорной территории Крыма располагаются регионы Украины — Автономная Республика Крым и город со специальным статусом Севастополь.